# Givira florita
Givira florita is een vlinder uit de familie van de Houtboorders (Cossidae). De wetenschappelijke naam van de soort is voor het eerst gepubliceerd in 1906 door Herbert Druce.
De soort komt voor in Zuidoost-Peru.